# Walt Becker
Walt William Becker (Hollywood, Kalifornia, 1968. szeptember 16. –) amerikai filmrendező, forgatókönyvíró és filmproducer.
Rendezései közé tartozik a Buliszerviz (2002), a Faterok motoron (2007) és a Vén csontok (2009).

## Pályafutása
1995-ben végzett a USC School of Cinema-Television médiaiskolában. Első rendezése, melyben egy apró szerepben is feltűnt, a 2002-es Buliszerviz volt. Ugyanebben az évben készült el az Én és én meg a tehén című filmvígjáték, melyet forgatókönyvíróként is jegyez. 2007-ben került a mozikba a Faterok motoron John Travolta főszereplésével, továbbá egy 1321 Clover című tévéfilm.
2009-ben ismét Travoltával dolgozott együtt a Vén csontok című vígjáték kapcsán, melyben Robin Williams is főszereplő volt.
2015-ben az Alvin és a mókusok – A mókás menet című, vegyes technikájú zenés vígjátékot rendezte meg. Legújabb filmje 2021-ben jelent meg Clifford, a nagy piros kutya címmel.
Becker tollából 1999-ben regény is jelent meg Link címen.

## Filmográfia
| Év   | Magyar cím                         | Eredeti cím                            | Feladatkör | Feladatkör | Feladatkör |
| Év   | Magyar cím                         | Eredeti cím                            | Rendező    | Író        | Producer   |
| ---- | ---------------------------------- | -------------------------------------- | ---------- | ---------- | ---------- |
| 2000 | Én és én, meg a tehén              | Buying the Cow                         | Igen       | Igen       | Nem        |
| 2002 | Buliszerviz                        | Van Wilder                             | Igen       | Nem        | Nem        |
| 2007 | Faterok motoron                    | Wild Hogs                              | Igen       | Nem        | Nem        |
| 2009 | Vén csontok                        | Old Dogs                               | Igen       | Nem        | Nem        |
| 2011 | A gondozoo                         | Zookeeper                              | Nem        | Nem        | Igen       |
| 2015 | Alvin és a mókusok – A mókás menet | Alvin and the Chipmunks: The Road Chip | Igen       | Nem        | Nem        |
| 2021 | Clifford, a nagy piros kutya       | Clifford the Big Red Dog               | Igen       | Nem        | Nem        |